# Phrynosoma brevirostris
Espèce
Statut CITES
Synonymes
- Phrynosoma brevirostrum Girard, 1858
- Phrynosoma douglasii brevirostre Girard, 1858

Phrynosoma brevirostris est une espèce de sauriens de la famille des Phrynosomatidae.

## Répartition
Cette espèce se rencontre, :
- aux États-Unis dans l'Ouest du Colorado,en Utah, dans l'Est de l'Idaho, au Wyoming, dans l'Ouest du Nebraska, dans l'Ouest du Dakota du Sud, dans l'Ouest du Dakota du Nord et au Montana ;
- au Canada dans le Sud de l'Alberta et dans le Sud de la Saskatchewan.

## Description
Les mâles mesurent jusqu'à 65 mm de longueur standard et les femelles jusqu'à 85 mm.

## Systématique
Le nom valide complet (avec auteur) de ce taxon est Phrynosoma brevirostris (Girard, 1858).
L'espèce a été initialement classée dans le genre Tapaya sous le protonyme Tapaya brevirostris Girard, 1858.
Phrynosoma brevirostris a pour synonymes :
- Phrynosoma douglasii subsp. brevirostre (Girard, 1858)

- Tapaya brevirostre Girard, 1858

- Tapaya brevirostris Girard, 1858

## Publication originale
- Girard, 1858 : United States Exploring Expedition during the Years 1838, 1839, 1840, 1841, 1842, Under the command of Charles Wilkes, U.S.N. C. Sherman & Son, Philadelphia, vol. 20, p. 1-496 (texte intégral).